# 太秦

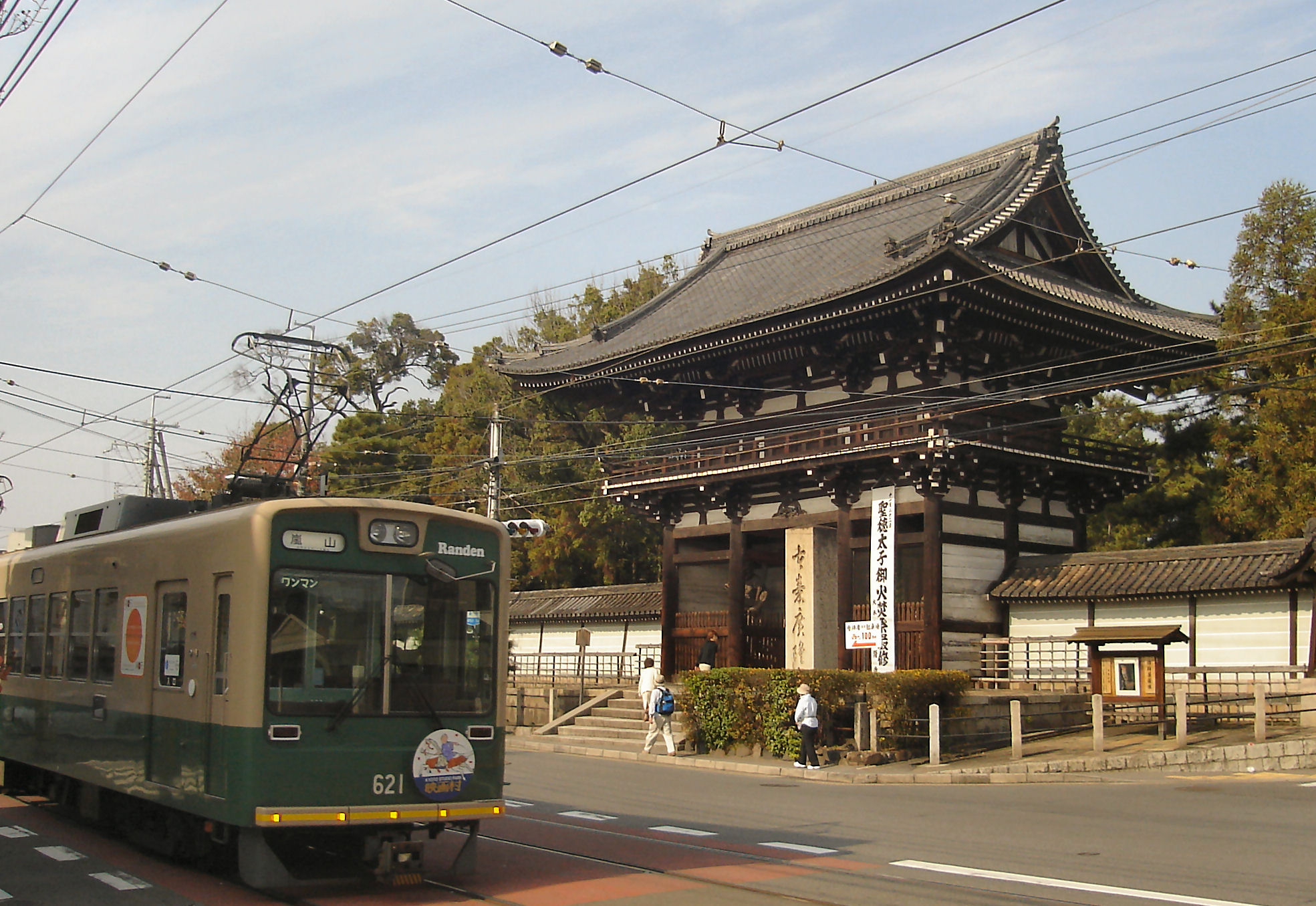
広隆寺と嵐電

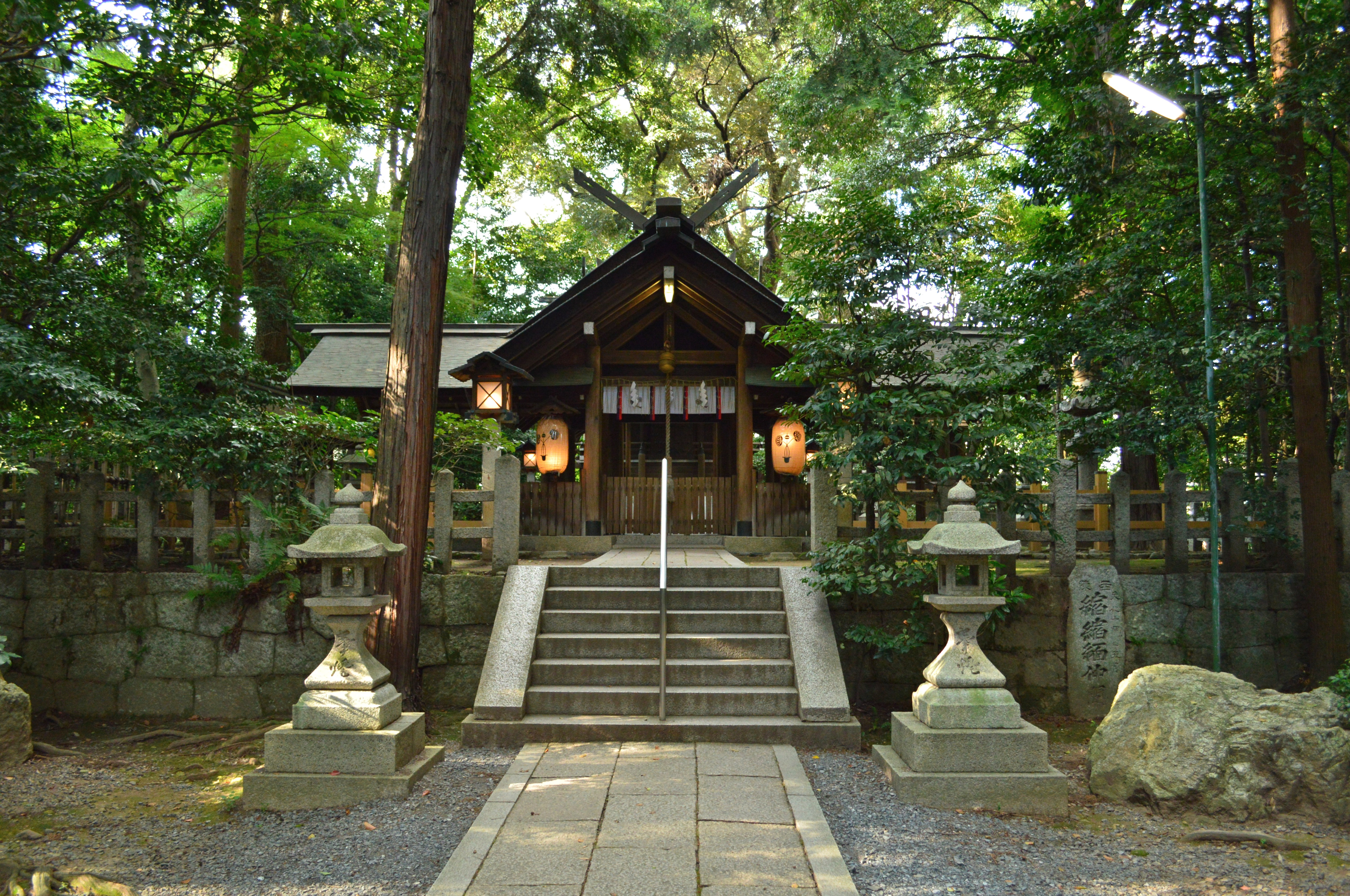
木嶋坐天照御魂神社

太秦（うずまさ）は、京都市右京区の地名。

## 概要
京都市右京区梅津以北から京都市北区に挟まれた住宅地が、現在の太秦の範囲である。木嶋坐天照御魂神社などの神社、京都最古の寺である広隆寺、蛇塚古墳などの前方後円墳が良く知られている。
広隆寺は秦氏の氏寺であり、国宝の木造弥勒菩薩半跏像（宝冠弥勒）を安置した京都最古の寺である。『日本書紀』推古11年（603年）11月条には、聖徳太子から秦河勝が仏像を賜り、蜂岡寺（はちおかでら、現在の広隆寺）を建立したとある。『上宮聖徳太子伝補闕記』『聖徳太子伝暦』などは秦河勝が聖徳太子に仕えて活躍したとしている。
大正期の葛野郡太秦村であり、1931年（昭和6年）京都市に編入された。

## 地名の由来
雄略天皇の御世、 渡来系の豪族秦氏（秦酒公）が絹を「うず高く積んだ」ことから「禹豆満佐＝うずまさ」の号を与えられ、これに「太秦」の漢字表記を当てた。

## 映画撮影所
かつて多くの映画会社が時代劇映画の撮影所を置いていたことで知られ、牧野省三・マキノ雅弘親子らのマキノプロ、阪東妻三郎プロ、片岡千恵蔵プロなどのほか、中小の映画会社のおびただしい数の撮影所が密集し、やがて日活（戦時統合で大映）、松竹、東宝（前身のJ.O.スタヂオ。1941年閉鎖、跡地は大日本印刷 京都工場。）など大映画会社の撮影所に集約されていった。1950年代の時代劇最盛期はこの界隈は大変な賑わいを見せた。このようなことから、太秦は『日本のハリウッド』と呼ばれるようになった。
大映はすでに撤退したが、東映京都撮影所（大映から旧新興キネマの京都第二撮影所を買収。一部を東映太秦映画村として公開）、松竹京都撮影所（1965年閉鎖、現在は松竹京都映画が使用）の2か所のスタジオが現在も映画・ドラマなどを制作している。

## 鉄道
鉄道は山陰本線（JR嵯峨野線）、京福電気鉄道（嵐電）嵐山本線と北野線、京都市営地下鉄東西線の3線が通っており、太秦区域内には山陰本線に太秦駅、京福電気鉄道嵐山本線に帷子ノ辻駅、太秦広隆寺駅（旧称：太秦駅）、蚕ノ社駅、嵐電天神川駅、北野線に撮影所前駅、地下鉄東西線に太秦天神川駅がある。
京福電気鉄道の帷子ノ辻駅、太秦広隆寺駅と蚕ノ社駅以外の駅は全て平成になってから開業した新しい駅である。